# Straßenbahn Osijek
Die Straßenbahn Osijek ist die älteste Straßenbahn in Kroatien und neben der Zagreber Straßenbahn die einzige verbliebene des Landes. Die Bahn wurde 1884 als Pferdestraßenbahn eröffnet und 1926 elektrifiziert. Das von GPP Osijek betriebene meterspurige Netz ist 17 Kilometer lang und wird von zwei Linien bedient. Der Wagenpark setzt sich vor allem aus modernisierten Tatra T3 sowie Duewag-Sechsachsern zusammen.

## Geschichte

### Pferdebahn
Osijek gehörte gegen Ende des 19. Jahrhunderts zum Königreich Kroatien und Slawonien und somit zur ungarischen Reichshälfte der Doppelmonarchie Österreich-Ungarn. Die Stadt umfasst drei historische Zentren: Die Festung (kroatisch Tvrđa), Oberstadt (kroatisch Gornji Grad) und Unterstadt (kroatisch Donji Grad), zwischen denen sich ausgedehnte Parkanlagen erstrecken. Die drei Zentren wurden in den 1879er-Jahren durch Pferdeomnibusse miteinander verbunden. Das ab den 1880er-Jahren verstärkte Stadtwachstum führte zum Anstieg der Beförderungsleistungen, dem die Busse bald nicht mehr nachkommen konnten. Am 27. Juni 1883 unterzeichneten daher die Stadt und ein privater Betreiber einen Vertrag zur Einrichtung einer Pferdestraßenbahn mit einer Konzessionsdauer von 65 Jahren.
Die erste Strecke der Pferdestraßenbahn ging am 10. September 1884 in Betrieb. Sie führte vom Hauptplatz der Oberstadt (heute trg Ante Starčevića) durch die Festung zum Hauptplatz der Unterstadt (heute trg bana Josipa Jelačića). Die Rillenschienen mussten auf Anweisung der Stadt aus massivem Stahl und nicht wie üblich aus Gusseisen gefertigt sein. Der kleinste Kurvenradius durfte 25 Meter nicht unterschreiten, zwischen den Gleisen und den Bürgersteigen war ein Mindestabstand von anderthalb Metern einzuhalten. Der Betreiber hatte die Trasse einschließlich eines 50 Zentimeter breiten Streifens rechts und links der Gleise von Schmutz und dergleichen freizuhalten.
Im Frühjahr 1889 schlossen die Pferde-Eisenbahn-Gesellschaft und die Stadt einen weiteren Vertrag zum Ausbau des Netzes ab. Dieser sah zwei neue Linien von der Oberstadt zum Bahnhof sowie von der Festung zum Stadtgarten in der Neustadt (kroatisch Novi Grad) vor. Beide Strecken gingen Ende August 1889 in Betrieb, die Streckenlänge stieg dadurch auf 15 Kilometer an. Neben dem Personenverkehr durfte die Gesellschaft auch Gütertransporte vom Bahnhof zum Hafen durchführen. Diese durften den normalen Verkehr aber nicht stören.
Ende 1898 verhandelte die Gesellschaft mit der Stadt über die Elektrifizierung der Straßenbahn. Für 400.000 Forint war der Bau eines Kraftwerks vorgesehen, das neben der Stromversorgung für die Straßenbahn auch der Straßenbeleuchtung dienen sollte. Die Stadt hatte zuvor jedoch bereits eine Konzession zum Bau eines Gaswerks vergeben, das die Beleuchtung nun mit Gaslaternen sicherstellte. Die Gesellschaft versuchte daraufhin in den nächsten Jahren wiederholt, die Einführung des elektrischen Betriebs durchzusetzen. Gleichzeitig vernachlässigte sie den Unterhalt der Wagen und Strecken, so dass die Stadt stärkeren Einfluss auf den Betreiber nahm. 1914 stand dann der Elektrifizierungsvertrag kurz vor dem Abschluss, eine Umsetzung wurde durch den Ausbruch des Ersten Weltkrieges verhindert. Während der Kriegsjahre verschlechterte sich der Zustand von Fuhrpark und Infrastruktur weiter. Nach dem Zerfall der Monarchie kam es Anfang 1919 zum Streik der Belegschaft, die Stadt übernahm daraufhin den Betrieb in die eigene Hand.

### Elektrische Straßenbahn
Anfang der 1920er-Jahre konnte die Elektrifizierung des Netzes in Angriff genommen werden. Der Verlauf durch die Festungsanlagen erwies sich jedoch als unbefriedigend, sodass einhergehend mit dem Vorhaben die Festung bis 1926 geschleift wurde. Die Stammstrecke wurde außerhalb der Festung neu trassiert und die Verbindung zum Bahnhof zu einem Rundkurs ausgebaut. Beide Strecken erhielten ein zweites Streckengleis, wobei diese in Straßenrandlage verlegt wurden, um den Durchgangsverkehr nicht zu behindern. Die Strecke zum Stadtgarten wurde nicht in die Pläne mit einbezogen und stillgelegt. Am 31. März 1926 konnte der elektrische Betrieb – bis heute der jüngste Kroatiens – aufgenommen werden.
Nach dem Zweiten Weltkrieg erhielten die Endpunkte Retfala im Westen und Zeleno Polje im Osten Wendeschleifen. Zur gleichen Zeit wurde die Strecke ab Retfala in Richtung Westen verlängert. Dieser vorerst eingleisige Abschnitt verfügte über eine Stumpfendstelle und wurde daher von einem Pendelwagen bedient. Mitte der 1960er-Jahre wurde dieser Abschnitt zweigleisig ausgebaut und bis zur Endhaltestelle Višnjevac verlängert. Der Rundkurs über den Bahnhof wurde in den 1970er-Jahren auf ein Gleis zurückgebaut, er wird seitdem entgegen dem Uhrzeigersinn befahren.
Ab 1968 erhielt der Betrieb T3-Triebwagen aus tschechoslowakischer Produktion, wodurch die Altbaufahrzeuge nach und nach ausgemustert werden konnten. Ab 1972 konnte der Betrieb typenrein mit diesen Fahrzeugen abgewickelt werden. Die Fahrtzeit auf der Stammlinie von Višnjevac nach Zeleno Polje konnte dadurch von einer halben Stunde auf 22 Minuten verkürzt werden. Steigende Fahrgastzahlen veranlassten den Betrieb Anfang der 1980er-Jahre dazu, vier weitere Tatra-Züge (Tw+Bw) zu bestellen. Da diese gegenüber den solo fahrenden Triebwagen langsamer anfahren und somit die Umlaufzeiten der Kurse verlängert werden mussten, wurden die Beiwagen bald nur noch in den Hauptverkehrszeiten eingesetzt.
Während des 1991 ausgebrochenen Kroatienkrieges befand sich die Stadt unweit des von der Republik Serbische Krajina (RSK) kontrollierten Gebietes. Die Stadt war daher in den ersten Kriegsjahren unmittelbarer Kampfschauplatz. Der Straßenbahnbetrieb fand von September 1991 bis November 1992 vorwiegend in der westlichen Stadthälfte statt, zeitweise ruhte er vollständig. Zwei Fahrerinnen und weitere Fahrgäste starben während der Gefechte, drei Trieb- und ein Beiwagen gingen verloren. Ab 1993 normalisierte sich der Betriebsablauf wieder. Um den Wagenmangel zu beheben, gab die Mannheimer Straßenbahn 1995 fünf Gelenktriebwagen kostenlos ab. Die Wagen kamen vorwiegend als Verstärker zum Einsatz.
Nach der Jahrtausendwende begann eine umfassende Modernisierung des Betriebs. Der vorhandene Wagenpark wurde modernisiert und um weitere Gebrauchtfahrzeuge aufgestockt. Das Streckennetz erhielt die notwendigen Sanierungen und wurde um eine Neubaustrecke ergänzt. Deren erster Abschnitt führt von der Bahnhofsstrecke nach Süden zur Villa Mačkamama und wurde am 2. Dezember 2006 eröffnet. Er umfasst drei Haltestellen und eine Länge von etwa einem Kilometer. Der zweite Abschnitt führt von dort aus in Richtung Osten in das Industrieviertel zur Endhaltestelle Bikara. Sowohl aus Kostengründen als auch angesichts des gering eingeschätzten Fahrgastaufkommens wurde der knapp vier Kilometer lange Abschnitt vorwiegend eingleisig ausgeführt. Er umfasst insgesamt zehn Haltestellen, von denen sechs über eine Ausweichmöglichkeit verfügen, und ging am 24. August 2009 in Betrieb. Am 30. November 2014 wurde die Linie 1 um 1,6 Kilometer und zwei Haltestellen in das Zentrum von Višnjevac verlängert.

## Fahrgastbetrieb

### Linien
| Linie  | Verlauf | Länge           | Anzahl Haltestellen |
| ------ | --- | --------------- | ------------------- |
| 1      | Višnjevac Okretište – Retfala – Pođgrade – trg Ante Starčevića – Tvrđa – Remiza – Donji grad – Zeleno polje                                      | 9,7 km          | 25                  |
| 2 (2B) | trg Ante Starčevića (zurück über Želježnički kolodvor) – Đakovštima – Mačkamama (Endhaltestelle 2B) – Gradski vrt – M. Divalta / Kirova – Bikara | 8,2 km (4,0 km) | 20 (10)             |

Schematischer Liniennetzplan (Stand 2023)

Bis zur Inbetriebnahme des Streckenabschnittes nach Mačkamama im Dezember 2006 verzichtete die GPP auf eine besondere Kennzeichnung ihrer Straßenbahnlinien. Mit dem Fahrplanwechsel erhielt die Linie Višnjevac – Zeleno polje die Nummer 1 und die Bahnhofslinie die Nummer 2. Die Verbindung nach Zeleno polje – Mačkamama übernahm eine neu eingerichtete Linie 3. Da dies zu einem Überangebot auf der Bahnhofsstrecke führte, wurden die Linien 2 und 3 bereits einen Monat später zur Linie 2 zusammengelegt, so dass die Strecken fast linienrein betrieben werden.
Die Linie 1 fährt tagsüber mit zwölf Kursen im Sechs-Minuten-Takt, im Schülerverkehr wird ein zusätzlicher 13. Kurs eingesetzt. Die Linie 2 fährt tagsüber im Elf-Minuten-Takt, wofür sechs Kurse eingesetzt werden. Im Nachtverkehr fährt die Linie 2B zwischen trg Ante Starčevića und Mačkamama.

### Tarif
Zur Betriebseröffnung kostete eine Einzelfahrt 12 Fillér, Kinder bis zehn Jahre zahlten die Hälfte. Kleinkinder fuhren ebenso wie Verwaltungs-, Polizei- und Feuerwehrbeamte sowie auch Mitglieder der Stadtwache kostenlos mit. Im Vorverkauf erworbene Fahrkarten wiesen einen Rabatt von zehn Prozent auf. Preiserhöhungen mussten zuvor von der Stadt genehmigt werden.
Am 1. September 2008 führte die GPP Osijek das elektronische Fahrkartensystem Butra ein, die Fahrzeuge erhielten daher am Vordereinstieg jeweils ein Lesegerät zum Entwerten der Chipkarten. Fahrkarten können außerdem zum erhöhten Tarif beim Fahrer oder in einigen Kiosken erworben werden. Ein Einzelfahrschein berechtigt für die Dauer von 45 Minuten sowohl zum Umsteigen als auch zur Rückfahrt. Der Einstieg mit Chipkarte ist an allen Türen möglich.

## Infrastruktur

### Streckennetz

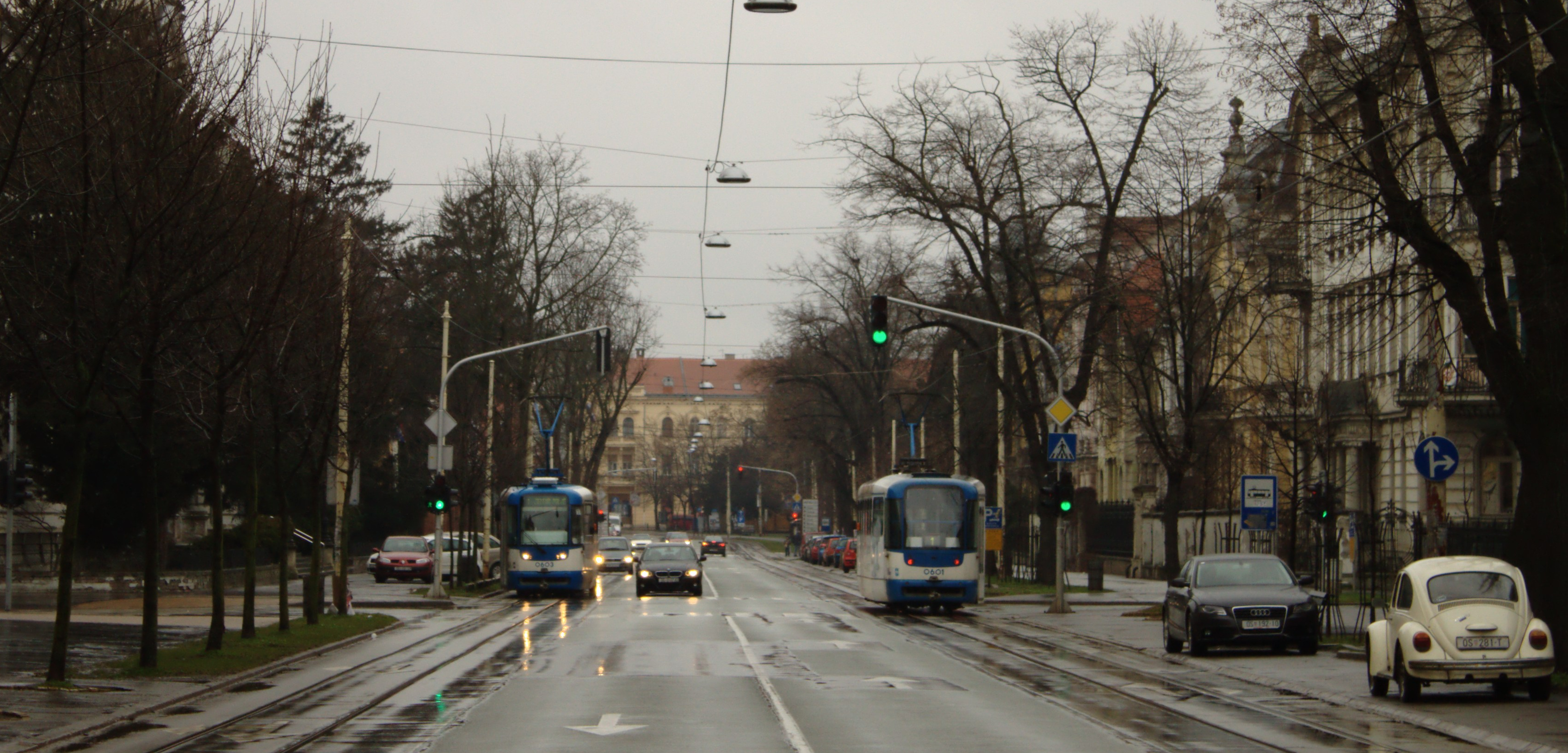
Zweigleisige Abschnitte (hier Kapucinska ul.) verlaufen überwiegend in Straßenrandlage, 2011

Das Streckennetz der Bahn ist entsprechend der Stadtstruktur vorwiegend in Ost-West-Richtung ausgerichtet. Betriebsmittelpunkt ist der trg Ante Starčevića, der Hauptplatz der Oberstadt, an dem sich beide Linien treffen. Das Netz ist für den Betrieb mit Einrichtungswagen ausgerichtet und verfügt über Wendeschleifen an den Endhaltestellen Višnjevac, Zeleno polje und Bikara sowie an den Haltestellen Pođgrade und Mačkamama.
Die von der Linie 1 befahrene Strecke ist durchgehend zweigleisig. Wie in den meisten ehemals jugoslawischen Städten verlaufen die Gleise in Straßenrandlage, um den Individualverkehr nicht zu behindern. Der von der Linie 2 entgegen dem Uhrzeigersinn befahrene Bahnhofsring verfügt über ein Streckengleis seitlich der Fahrbahn. Der zweigleisige Abschnitt nach Mačkamama verfügt ebenfalls über Gleise in Straßenrandlage. Der sich daran anschließende Abschnitt nach Bikara ist eingleisig ausgeführt. Das Gleis führt zunächst nördlich der Fahrbahn entlang und wechselt auf dem letzten Abschnitt in Straßenmittellage. Sechs Haltestellen verfügen über Ausweichen und Mittelbahnsteige; sie werden entsprechend im Linksverkehr bedient.

### Betriebshof
Der Betriebshof befindet sich leicht abseits der Stammstrecke an der ul. cara Hadrijana unweit der Drau. Er umfasst eine zweiständige Wagenhalle mit sechs und zwei Aufstellgleisen, Werkstätte sowie weiteren Rangiergleisen auf dem Hofgelände. Ein Wendedreieck ermöglicht das Wenden der Fahrzeuge auf dem Gelände.

## Fahrzeuge

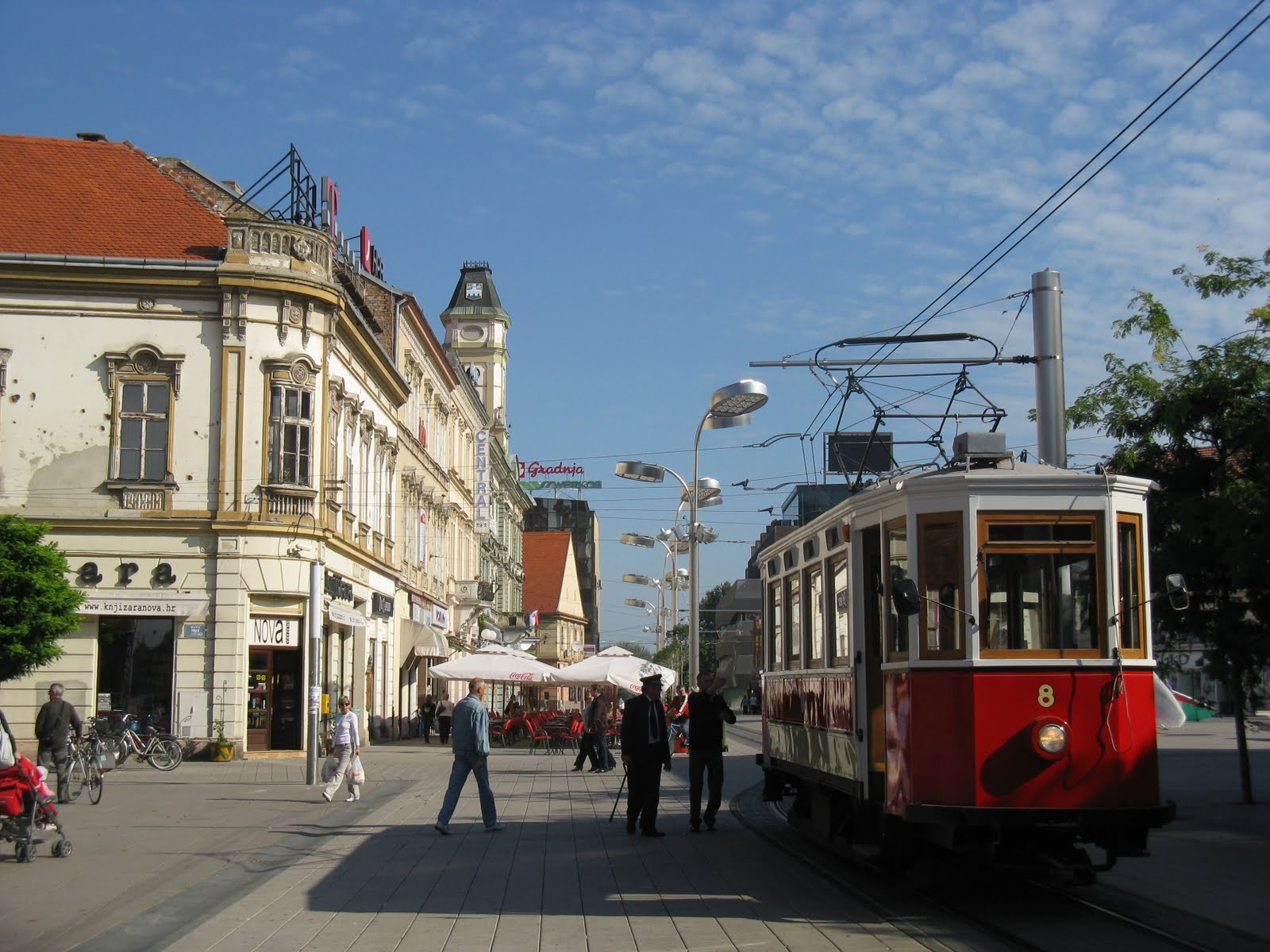
Triebwagen 8 von 1926 ist als historisches Fahrzeug in Osijek erhalten geblieben, 2010.

Der Wagenpark der Pferdebahn setzte sich im Jahr 1895 aus 15 Personenwagen, acht Güterwagen und zwei Postwagen zusammen. Die einspännigen Wagen maßen 5,00 × 1,80 × 2,50 Meter und boten 16 Personen auf zwei Längsbänken Platz. Es waren sowohl offene Sommerwagen als auch geschlossene Winterwagen vorhanden, die je nach Witterung und Jahreszeit zum Einsatz kamen.

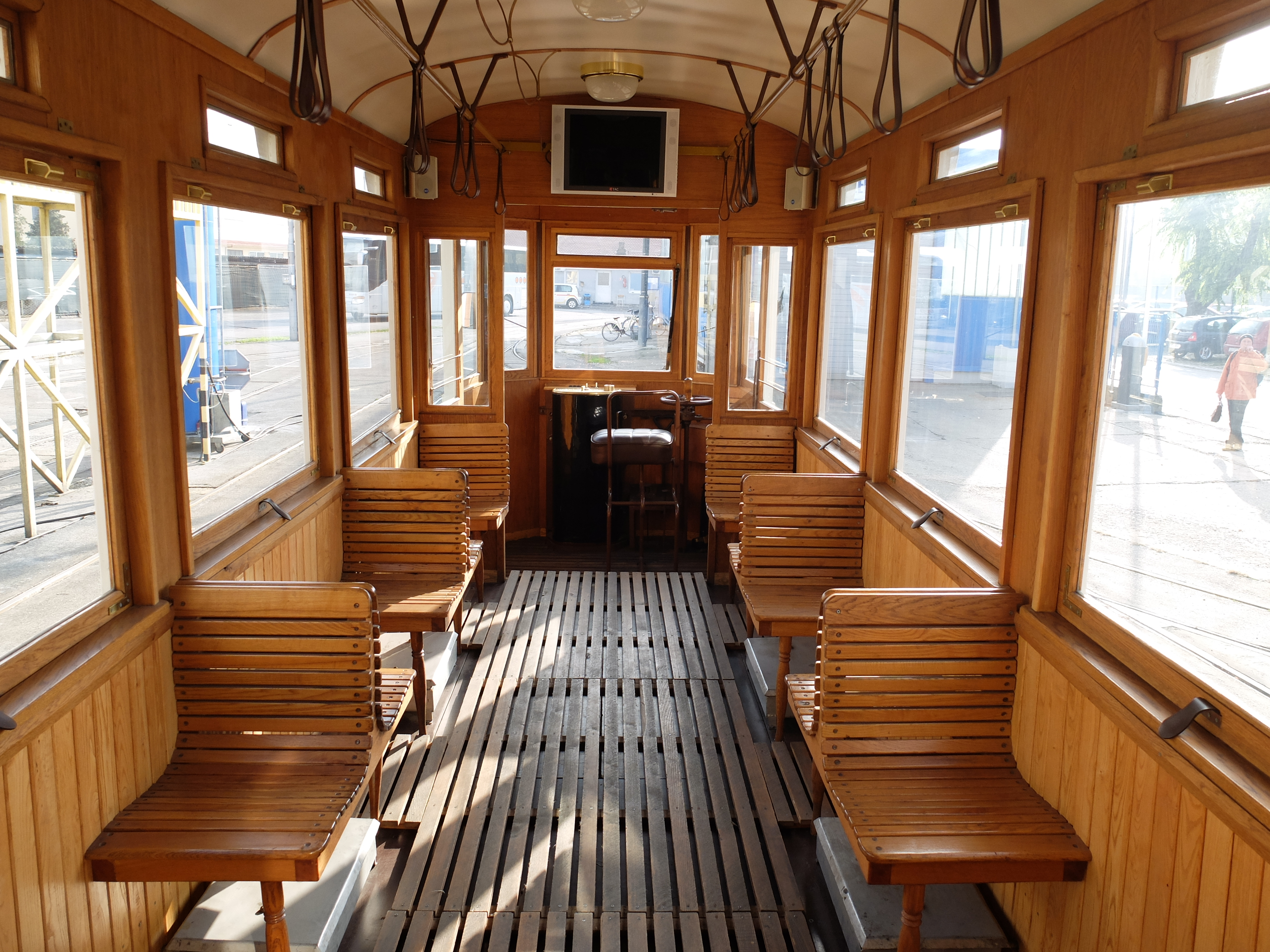
Innenansicht des Triebwagens 8, 2015

Zur Aufnahme des elektrischen Betriebs standen der Bahn zwölf zweiachsige Triebwagen (Nummern 1 bis 12) zur Verfügung, von denen der Triebwagen 8 als historisches Fahrzeug erhalten ist. 1949 erhielt der Betrieb weitere vier zweiachsige Triebwagen (Nummern 13 bis 16) von der Straßenbahn Rijeka. Diese Wagen waren 1922 in der Hauptwerkstatt der Zagreber Straßenbahn gebaut worden. 1958 übernahm die Bahn 14 Wagen (Nummern 17 bis 30; nach anderer Quelle 13 Wagen, davon sieben Beiwagen) der stillgelegten Straßenbahn Ljubljana, die 1931/32 bei Đuro Đaković hergestellt wurden. 1961 erhielt der Betrieb nach langer Zeit wieder fabrikneue Fahrzeuge. Es handelte sich um acht Triebwagen (Nummern 31 bis 38) des bei Đuro Đaković produzierten Typs TMK 101, der auch nach Zagreb geliefert wurde. Die Wagen kamen sowohl solo als auch mit den zu Beiwagen umgebauten Altbaufahrzeugen zum Einsatz.

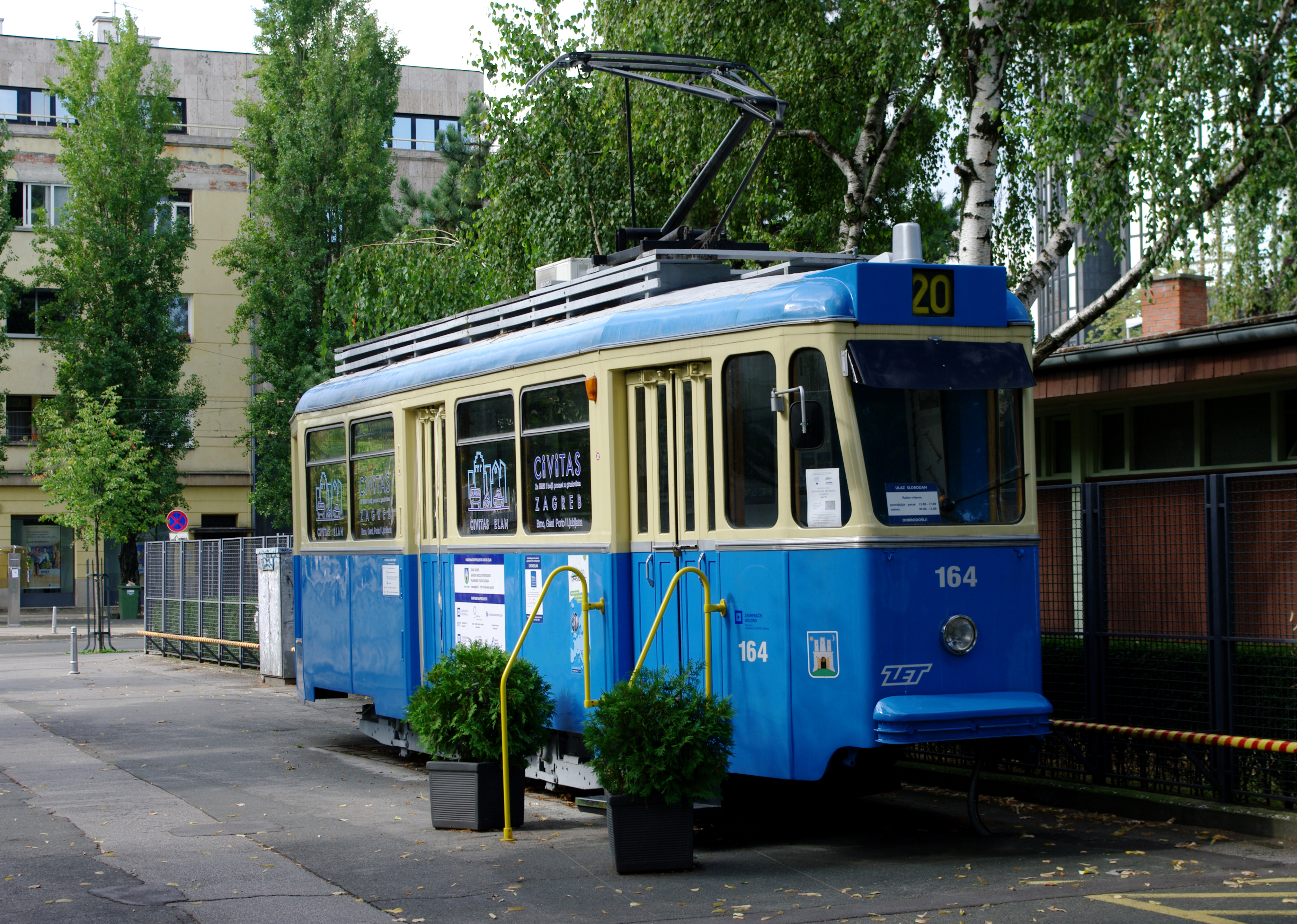
Tw 164 (ex Osijek 31) dient nach seiner Ausmusterung als Infopunkt in Zagreb, 2010

1968 erhielt Osijek die ersten zehn Triebwagen des Typs Tatra T3YU. Die Fahrzeuge erhielten neben den fortlaufenden Betriebsnummern das Anschaffungsjahr vorangestellt, ergo die Nummern 6839 bis 6848. 1972 folgten zwölf weitere T3YU, welche die Nummern 7211 bis 7222 erhielten. Die älteren Tatra-Wagen erhielten die neuen Wagennummern 6801 bis 6810, die übrigen Fahrzeuge wurden hingegen ausgemustert oder umgesetzt. Einige der aus Ljubljana übernommenen Fahrzeuge kamen so nach Subotica, die neueren TMK 101 kamen hingegen nach Zagreb.
1981 bestellte der Betrieb vier weitere T3YU sowie vier dazu passende Beiwagen des Typs B3YU. Die bis 1982 gelieferten Fahrzeuge entsprachen mit Ausnahme der Drehgestelle den für die Straßenbahn Karl-Marx-Stadt gelieferten Wagen; nach Aussagen des Fahrpersonals waren die Bedienelemente bei der Auslieferung sogar in deutscher Sprache beschriftet. Die vier Beiwagen waren die einzigen außerhalb der DDR eingesetzten B3-Beiwagen. Dem Nummerierungsschema entsprechend erhielten die Triebwagen die Nummern 8223 bis 8226, die Beiwagen hingegen die Nummern 8201 bis 8204.
Während der 1980er Jahre wurden die Triebwagen 6801, 6803, 6807 und 7218 nach Unfällen oder Bränden ausgemustert. Die Triebwagen 6805, 7211 und 8224 sowie Beiwagen 8204 fielen den Kriegshandlungen Anfang der 1990er-Jahre zum Opfer. Bedingt durch diesen Fahrzeugmangel erwarb der Betrieb daher im Jahr 1995 fünf gebrauchte Duewag-Sechsachser der Mannheimer Straßenbahn, die werktags als Verstärker unterwegs waren. Die Wagen liefen unter den Nummern 9527 bis 9531.

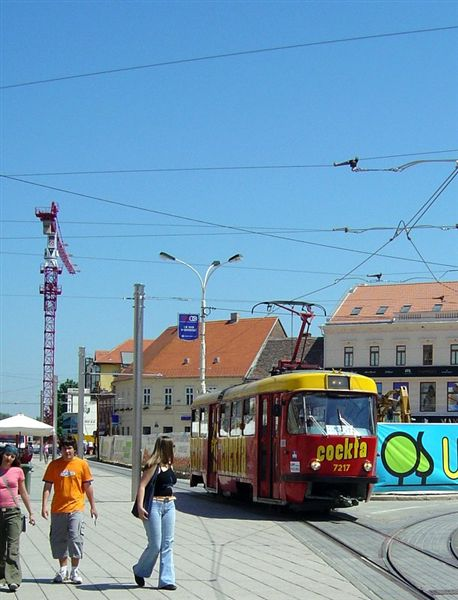
2006/07 wurden insgesamt 17 T3YU-Triebwagen modernisiert, hier Tw 7217 im ursprünglichen Zustand, 2005

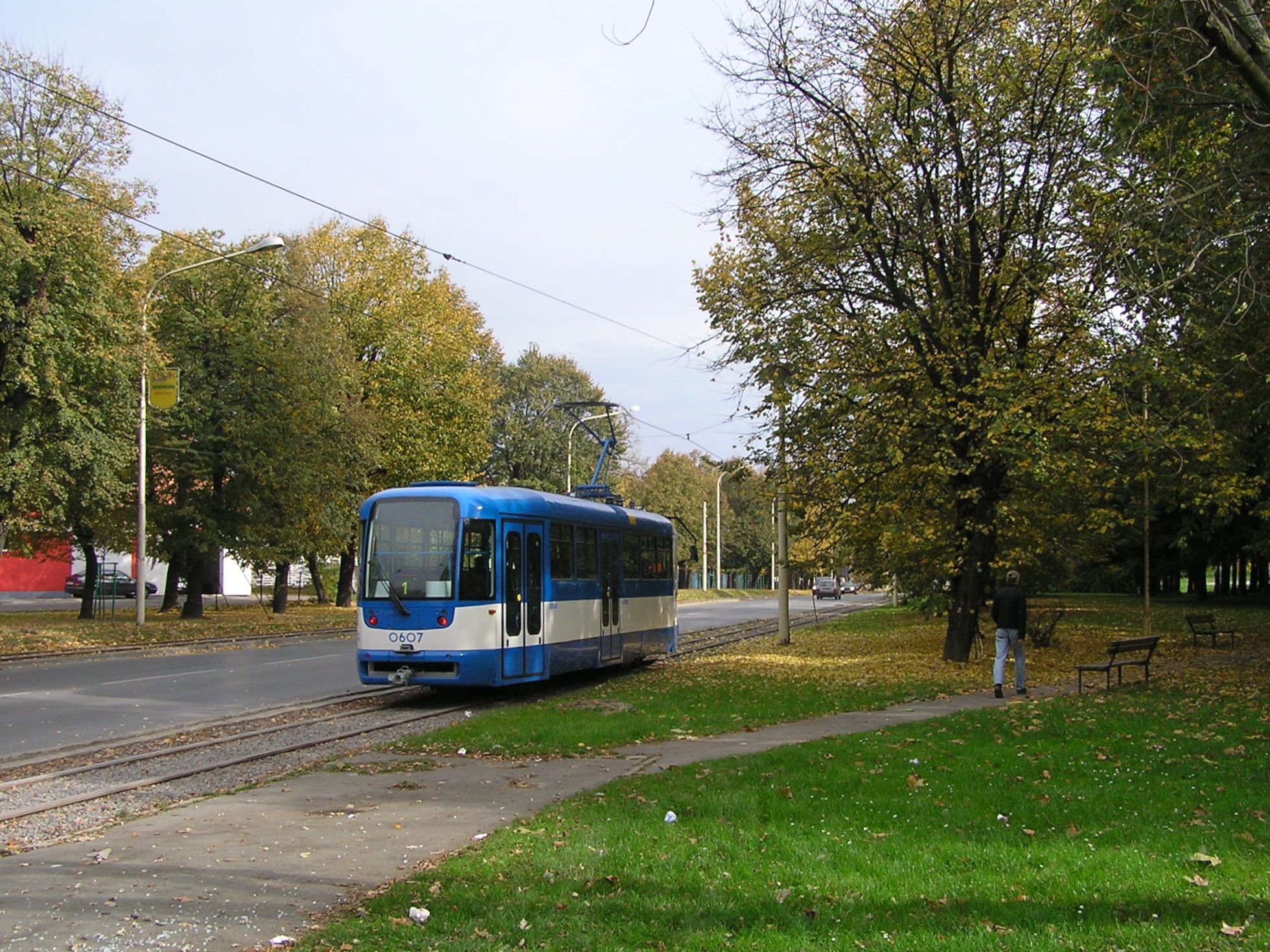
Nach der Erneuerung läuft Tw 7217 unter der Nummer 0607, 2006

Von den verbliebenen T3YU-Triebwagen wurden insgesamt 17 Fahrzeuge in den Jahren 2006/07 bei Pragoimex im tschechischen Ostrava modernisiert. Die Fahrzeuge erhielten eine Chopper-Steuerung sowie einen neuen hochflurigen Wagenkasten. Die Typenbezeichnung lautete nun herstellerseitig T3R.PV, intern T3PV.O. Die Wagennummern wurden entsprechend den Umbaujahren angepasst (0601 bis 0611 und 0712 bis 0717). Infolge der Verlängerung der Linie 2 nach Bikara und steigender Fahrgastzahlen auf der Linie 1 erwarb die Straßenbahn 2009 weitere fünf gebrauchte Duewag-Sechsachser. Die Wagen mit den Nummern 0932 bis 0936 waren zuvor bei der Straßenbahn in Zagreb im Einsatz, stammten aber ebenfalls aus Mannheim. Wagen 0935 diente von vornherein als Ersatzteilspender und kam nicht zum Einsatz, Wagen 0932 erlitt kurz nach seiner Inbetriebnahme einen Unfall und wurde zusammen mit den älteren Wagen 9529 und 9531 ausgemustert.
Die verbliebenen nicht modernisierten Tatra-Wagen wurden 2009/10 mit Ausnahme von 8223 und 8225 ausgemustert. Als Ersatz erwarb die Bahn erneut gebrauchte Duewag-Sechsachser aus Zagreb. Diese Bahnen vom Typ Mannheim verfügen jedoch über eine Klimaanlage. Die Wagen mit den Nummern 1237 bis 1239 wurden im Mai 2012 in Osijek vorgestellt.

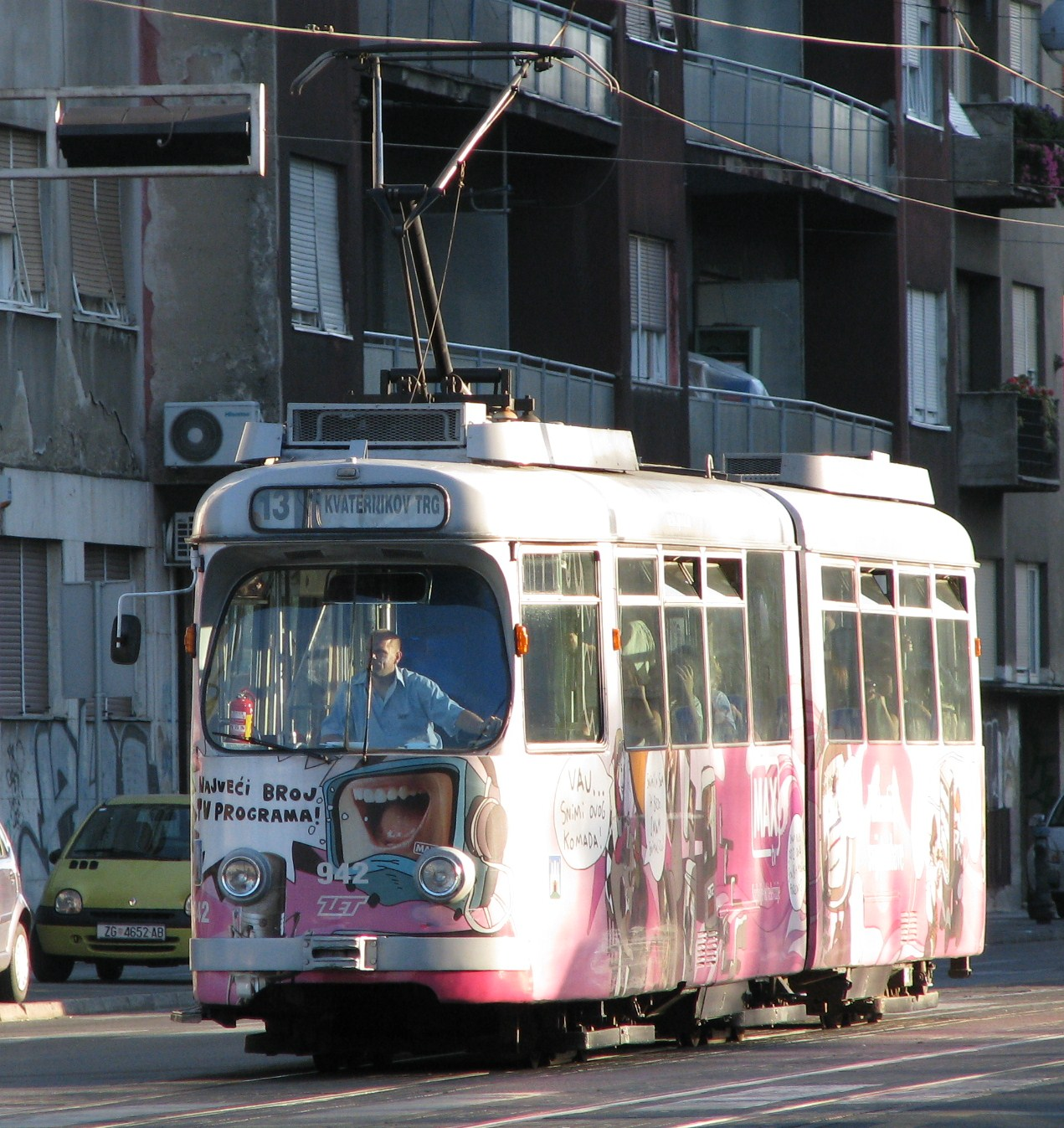
2009 und 2012 erhielt Osijek insgesamt acht Duewag-Sechsachser aus Zagreb, darunter auch den gezeigten Tw 942, der vor Ort unter der Nummer 1237 läuft, 2009

Der Wagenpark setzte sich im August 2012 aus 28 regulär eingesetzten Triebwagen zusammen. Davon waren 17 Triebwagen des Typs T3R.PV, zwei unmodernisierte T3YU, sechs GT6 sowie drei weitere GT6 „Typ Mannheim“. Beiwagen kommen nicht mehr zum Einsatz. Als historische Fahrzeuge sind der Triebwagen 8 von 1926 sowie ein offener Güterwagen mit der Nummer 18 erhalten. Ferner unterhält der Betrieb einige Arbeitsfahrzeuge. Die Lackierung setzt sich aus einem blauen Grundton mit weißer Schürze zusammen, die T3YU tragen hingegen die bei diesem Typ verbreitete Variante in Creme mit roter Schürze. Viele der Fahrzeuge fahren allerdings mit Vollreklame.
Zum Einsatz kommen vorwiegend die modernisierten T3R.PV-Triebwagen, da bei diesen im Gegensatz zu den anderen Typen eine Stromrückspeisung erfolgt. Die übrigen Wagen fahren vorwiegend als Verstärker.
Zur Modernisierung des Fahrzeugbestandes wurden im September 2023 bei Končar insgesamt 10 Fahrzeuge des Typs TMK 2500 mit einem Auftragswert von 25 Mio. € bestellt. Der erste Wagen wurde im März 2025 ausgeliefert. Die weiteren neun Exemplare sollen bis September 2025 folgen. Es bestehen Optionen für weitere 20 Fahrzeuge.
| Baujahr | Achsen | Wagennr.  | Typ                | Hersteller   | Anmerkungen |
| ------- | ------ | --------- | ------------------ | ------------ | --- |
| 1926    | 2 ×    | 01–12     |                    | Škoda        | Tw 8 als hist. Fahrzeug in Osijek; Tw 9 in Privatbesitz; Tw 11 1972 nach Graz, als hist. Fahrzeug Historama Ferlach; übrige bis 1972 ausgemustert                   |
| 1922    | 2 ×    | 13–16     |                    |              | 1949 ex Rijeka; bis 1972 ausgemustert |
| 1931/32 | 2 ×    | 17–30     |                    | Đuro Đaković | 1958 ex Ljubljana, darunter 7 Bw; 1968 7 Wagen nach Subotica; ABw 18 als hist. Fahrzeug erhalten (?); übrige ausgemustert                                           |
| 1961    | 2 ×    | 31–38     | TMK 101            | Đuro Đaković | 1972 an Zagreb 164–171 |
| 1968    | 4 ×    | 6839–6848 | T3YU               | ČKD Tatra    | 1972 in 6801–6810; 6801, 6803, 6807 in den 1980ern ausgemustert; 6805 in den Jahren 1991/92 ausgemustert; übrige 2006/07 modernisiert in 0601, 0608–0610, 0713–0714 |
| 1971/72 | 4 ×    | 7211–7222 | T3YU               | ČKD Tatra    | 7218 in den 1980ern ausgemustert; 7211 in den Jahren 1991/92 ausgemustert; übrige 2006/07 modernisiert in 0602–0607, 0611, 0712, 0715–0717                          |
| 1981    | 4 ×    | 8201–8204 | B3YU               | ČKD Tatra    | 8201 in den Jahren 1991/92 ausgemustert; übrige 2009/10 ausgemustert                                                                                                |
| 1981    | 4 ×    | 8223–8226 | T3YU               | ČKD Tatra    | 8224 in den Jahren 1991/92 ausgemustert; 8226 in den Jahren 2009/10 ausgemustert; 8223 im Jahr 2012 ausgemustert                                                    |
| 1960    | 6 ×    | 9527–9531 | GT6                | Duewag       | 1995 ex Mannheim 323, 325, 331, 371, 372; 9529, 9531 im Jahr 2009 ausgemustert                                                                                      |
| (2006)  | 4 ×    | 0601–0611 | T3R.PV             | Pragoimex    | 2006 ex 6804, 6806, 6809–6810, 7212–7214, 7216–7217, 7219–7220 (Umbau)                                                                                              |
| (2007)  | 4 ×    | 0712–0717 | T3R.PV             | Pragoimex    | 2007 ex 6802, 6808, 7215, 7218, 7221–7222 (Umbau) |
| 1962    | 6 ×    | 0932–0936 | GT6                | Duewag       | 2009 ex Zagreb 910, 911, 914, 916, 917; 0935 als Ersatzteilspender                                                                                                  |
| 1971    | 6 ×    | 1237–1239 | GT6 „Typ Mannheim“ | Duewag       | 2012 ex Zagreb 941, 942, 944 |
| 2025    | 4 ×    | 2501–2510 | TMK 2500           | Crotram      | in Auslieferung |